# Harry Lawtey
Harry Lawtey (Oxford, 26 de outubro de 1996) é um ator britânico, nascido na Inglaterra. É conhecido por seu papel na série dramática Industry (2020–2024). Ele também interpretou Harvey Dent no filme Joker: Folie à Deux (2024).

## Vida pregressa
Lawtey nasceu em Oxford, Oxfordshire, enquanto seu pai, um engenheiro de aeronaves militares, estava estacionado na RAF Brize Norton. Seus pais eram namorados de infância da cidade de Barton-upon-Humber, no Norte da Inglaterra, onde grande parte de sua família ainda vive. Lawtey disse sobre a cidade natal de seus pais: “Eu nunca morei no lugar de onde sinto que sou.” Ele tem um irmão mais velho, George, que é um treinador do time principal do Swansea City AFC.
Lawtey e sua família se mudaram para Chipre quando ele tinha 4 anos. Uma produção itinerante de Oliver! que foi apresentada em um anfiteatro cipriota local quando Lawtey tinha 13 anos o inspirou a seguir carreira de ator. Durante as férias na Inglaterra, ele fez um teste para a Sylvia Young Theatre School, onde frequentaria como aluno interno, ficando com uma família anfitriã em Abbey Wood ao lado de outros quatro meninos. Ele então concluiu seus níveis A na Hurtwood House em 2015. Ele se formou no Drama Centre London em 2018.

## Carreira
Lawtey começou sua carreira com participações especiais em episódios da série Wizards vs Aliens da CBBC e da novela médica Casualty da BBC One. Em 2016, ele fez sua estreia no cinema no thriller policial City of Tiny Lights como Charlie Benson. Ele interpretou Andrew na segunda temporada da série policial noir Marcella da ITV em 2018.
Em 2020, Lawtey começou a estrelar como Robert Spearing na série Industry da BBC Two e HBO. Ele também apareceu em um episódio da série de fantasia da Netflix The Letter for the King. Isso foi seguido por um pequeno papel como Bobby Andrews em Benediction de Terence Davies em 2021.
Lawtey interpretou o cadete Artemis Marquis no filme de mistério de 2022 The Pale Blue Eye, que teve um amplo lançamento na Netflix. Ele também apareceu no drama de comédia romântica da ITV You & Me e no suspense musical Joker: Folie à Deux de Todd Phillips. Ele aparecerá em seguida no filme biográfico Words of War.

## Créditos de atuação

### Cinema
| Ano  | Título              | Papel            | Notas    |
| ---- | ------------------- | ---------------- | -------- |
| 2016 | City of Tiny Lights | Charlie Benson   |          |
| 2021 | Benediction         | Bobby Andrews    |          |
| 2022 | The Pale Blue Eye   | Artemus Marquis  |          |
| 2024 | Joker: Folie à Deux | Harvey Dent      |          |
| ASA  | Words of War        | Ilya Politkovsky |          |
| ASA  | Longbourn           | James            |          |
| ASA  | Mr Burton           | Richard Burton   | Filmagem |

### Televisão
| Ano     | Título                  | Papel           | Notas                                                                      |
| ------- | ----------------------- | --------------- | -------------------------------------------------------------------------- |
| 2012    | Wizards vs Aliens       | Jovem Mark      | Episódio: "Dawn of the Nekross, Part 1"                                    |
| 2013    | Casualty                | Jay Green       | Episódio: "Away in a Manger"                                               |
| 2015    | Chuggington             |                 | Papel de voz; episódios: "Skipper Stu and the Steam Crane", "Koko Express" |
| 2018    | Marcella                | Andrew          | 3 episódios                                                                |
| 2020    | The Letter for the King | Maurice         | Episódio: "Isn't She a Sweetheart?"                                        |
| 2020–24 | Industry                | Robert Spearing | Papel principal                                                            |
| 2023    | You & Me                | Ben             | Papel principal                                                            |
| ASA     | Under Salt Marsh        | ASA             | Filmagem                                                                   |

### Teatro
| Ano  | Título                 | Papel    | Notas                       |
| ---- | ---------------------- | -------- | --------------------------- |
| 2018 | The Country Wife       | Dorilant | Chichester Festival Theatre |
| 2019 | Gently Down the Stream | Harry    | Park Theatre, Londres       |